# GiG
GiG è stata un'azienda italiana produttrice di giocattoli, rilevata nel 2006 dal Gruppo Giochi Preziosi.

## Storia
L'azienda fu fondata nel 1968 dall'imprenditore di origini padovane Gianfranco Aldo Horvat, figlio del fondatore della Horvat Giocattoli. La sede venne fissata in via Volturno all'Osmannoro, nel retroterra fiorentino. Nel giro di pochi anni la GiG acquistò molta notorietà, divenendo licenziataria di marchi quali Toy's e Nintendo, e i suoi giochi vennero in seguito distribuiti attraverso le aziende filiali De Franchis di Milano, Fulli di Roma, e Minale di Napoli. Nel 1994 si alleò con il Gruppo Giochi Preziosi, che entrò poi nel capitale sociale come azionista di minoranza; nel 1995 l'azienda si quotò in Borsa. Nel 1998 il fatturato era di 400 miliardi di lire. La grave crisi finanziaria che colpì l'azienda di lì a poco costrinse Horvat a cedere la GiG a Giochi Preziosi nel 1999. Horvat restò ancora qualche anno nella GiG, per poi uscirne definitivamente nel 2003.

## Gianfranco Aldo Horvat
Nato il 29 agosto 1942, fiorentino di origini padovane, dopo la crisi finanziaria e la cessione dell'azienda a Giochi Preziosi, Horvat rimase come dirigente fino al 2003, quando decise di ripartire in proprio acquisendo la Edison Giocattoli di Barberino di Mugello. 
Il 4 luglio 2009 fu trovato morto nella sua casa estiva di Pietrasanta (Lucca), insieme alla moglie Anna Grazia Satta, di 64 anni. La stampa dell'epoca parlò di omicidio-suicidio: dalle ricostruzioni degli investigatori, Horvat avrebbe prima ucciso la moglie per togliersi quindi la vita. Alla base del gesto, un grave problema di salute di Horvat: da qualche tempo gli era stato diagnosticato un tumore alla gola, non curabile.

## I prodotti più noti
- 2 XL
- Action Man
- Aqua Party
- Baby Alive
- Baby Einstein
- Ballerina dei sogni
- Bebi Mia
- Blackstar
- Boohbah
- Braidies
- Cabbage Patch Kids Mille Mosse
- Candy Land
- Cubangolo
- Cuccioli cerca amici
- Diaclone
- Eagle Force
- Exogini
- La Fabbrica Dei Mostri
- Fiammiferini
- Fragolina Dolcecuore
- George Shrinks
- Ghostbusters
- GiG Tiger
- Kombattini
- La Macchina Del Gelato
- Magica Doremì
- Magiche Piccole Sirene
- Micronauti
- My Little Pony
- Nikko
- One Piece
- Gli orsetti del cuore
- Paciocchini
- Patatine Fritte
- Pattumeros
- Pelocaldo (nelle varietà Ua Ua, Yoko Yoko, Bricconi, Peloclown e Dadaclown)
- Pet Shop
- Play-Doh
- Playmobil
- Pretty Cure
- Pupatic
- ReBoot
- Ridimmy
- Robapazza ("La palla pazza che strumpallazza")
- Rubbadubbers
- Sabbia magica
- Sam Il Pompiere (CGI)
- Sbrodolina
- Sbullonati
- Scivoli e scale
- Sectaurs
- Sfrizzo Ti Schizzo
- Shadow Raiders
- Soffioplà
- Le Sorpresine
- Super liquidator
- Transformers
- Truciolones
- Water Babies
- Weebles
- WWE